# Явленский сельский округ
Явленский сельский округ (каз. Явленка ауылдық округі) — административная единица в составе Есильского района Северо-Казахстанской области Казахстана. Административный центр и единственный населенный пункт — село Явленка.
Население — 5630 человек (2009, 6106 в 1999, 6767 в 1989).

## История
Явленский сельсовет образован 27 октября 1924 года. 12 января 1994 года постановлением главы Северо-Казахстанской областной администрации в существующих границах создан Явленский сельский округ.